# Anachihalli, Hassan
Anachihalli là một làng thuộc tehsil Hassan, huyện Hassan, bang Karnataka, Ấn Độ.